# Петровка (Большереченский район)
Петровка — исчезнувшая деревня в Большереченском районе Омской области России. Входила в состав Такмыкского сельского поселения. Упразднена в 2008 г.

## География
Располагалась в верховье реки Бызовка, в 11 км к северо-западу от села Криводаново.

## История
Основана в 1886 г. В 1928 году состояла из 57 хозяйств, основное население — белорусы. В административном отношении являлась административным центром Петровского сельсовета Большереченского района Тарского округа Сибирского края.

## Население
| 1926 | 2002 |
| ---- | ---- |
| 293  | ↘0   |